# Verbascum commutatum
Verbascum commutatum är en flenörtsväxtart som beskrevs av Kern. och Nym.. Verbascum commutatum ingår i släktet kungsljus, och familjen flenörtsväxter. Inga underarter finns listade i Catalogue of Life.